# Khan Academy
Khan Academy is een non-profitorganisatie gecreëerd door Salman Khan die een innovatief leerplatform vrij ter beschikking stelt op het internet. De website beschikt over een gratis onlineverzameling van meer dan 8000 lesfragmenten die met video bijeen zijn gebracht op YouTube. De website bevat ook aanvullende oefeningen en materialen voor docenten.  De videolessen behandelen tot nog toe wiskunde, geschiedenis, financiën, fysica, chemie, biologie, astronomie en economie als onderwijzende vakken.

## Achtergrond
Salman Khan is een Bengalese Amerikaan uit New Orleans in de Amerikaanse staat Louisiana. Zijn vader is afkomstig van het Bengaalse Barisal en zijn moeder werd geboren in het Indiase Calcutta. Khan behaalde drie diploma's van het Massachusetts Institute of Technology, met name een Bachelor of Science in de wiskunde, een Bachelor of Science in de elektrotechniek en computerwetenschappen, en een Master of Science in tevens elektrotechniek en computerwetenschappen. Daarnaast beschikt hij ook over een MBA van Harvard Business School. Eind 2004 startte Khan met het geven van bijlessen wiskunde aan zijn nichtje Nadia met behulp van het online Droedelkladblok van Yahoo!. Op het moment dat andere familieleden en vrienden naar zijn lesmateriaal vroegen, besloot hij dat het handiger zou zijn om het te plaatsen op YouTube. Van daar uit ontdekten een toenemend aantal mensen de filmpjes en ontving Khan van overal verklaringen van mensen die heel lovend waren over wat hij op YouTube had gezet. Deze initiële en onverwachte impact zette Khan ertoe aan om in 2009 zijn baan in de financiële sector bij een hedgefonds te verlaten. Op die manier kon hij zich voltijds inzetten op de Khan Academy. Bill Gates zei in dat verband ooit: "Ik zou zeggen dat we ongeveer 160 IQ-punten opgeschoven zijn van de hedgefondscategorie naar het veel-mensen-onderwijzen-op-een-hefboom-wijze-categorie. Het was een mooie dag toen zijn vrouw hem zijn ontslag liet nemen."
Vanaf december 2009 worden Khan's YouTube-lessen elke dag meer dan 35000 keer bekeken. Elk filmpje duurt ongeveer tien minuten en de schetsen worden gemaakt met SmoothDraw. Deze worden opgenomen en geproduceerd met gebruik van videotoepassingen van Camtasia Studio. Khan wilde vermijden een format te gebruiken waarbij een persoon aan een bord moest gaan staan. In de plaats koos hij ervoor om de inhoud op zodanige wijze uit te dragen zodat het lijkt alsof er iemand naast je zit die de oefening uitwerkt op een blad papier: "Als je naar iemand kijkt die een oefening oplost terwijl die luidop nadenkt, denk ik dat dat waardevoller en minder bedreigend is voor mensen." Offline versies van de filmpjes werden verdeeld door non-profitgroeperingen in rurale gebieden in Azië, Latijns-Amerika en Afrika. Hoewel het huidige materiaal van Khan Academy zich toespitst op wiskunde en fysica tot onder het niveau van het hoger onderwijs, meent Khan dat zijn doelstelling op lange termijn gericht is op het ter beschikking stellen van "tienduizenden video's over zo goed als elk onderwerp" en om "'s werelds eerste kosteloze en virtuele school met wereldklasse" op poten te zetten.
Khan Academy beschikt tevens over een oefeningensysteem op hun website dat oefeningen voorschotelt aan leerlingen op basis van niveau van bekwaamheid en prestaties. Khan is ervan overtuigd dat zijn academie de mogelijkheid kan bieden om de traditionele klasruimte grondig te onderzoeken door gebruik te maken van software om evaluatiemethoden te ontwikkelen, taken te verbeteren, de struikelblokken van bepaalde leerlingen op te merken, en goed presterende leerlingen aan te moedigen om klasgenoten bij te staan.
De laagdrempelige technologie en conversationele stijl van de lessen (Khans gezicht komt nooit in beeld, enkel zijn onopgesmukte stapsgewijze droedels en diagrammen verschijnen op een elektronisch bord) zijn meer dan slechts een zoveelste voorbeeld van virale media die voor een verwaarloosbare prijs verspreid worden. Khan Academy heeft de kiemen van een virtuele school in zich: een educatieve transformatie die minder belang hecht aan klasruimten, scholen en de administratieve infrastructuur en aan onderwijzers zelfs een kwaliteitslabel toe-eigent.
Khan Academy is een non-profitorganisatie met de 501(c)(3) status, voornamelijk gefinancierd door donaties van filantropische organisaties. Op het IRS-formulier 990 rapporteerde de organisatie $31 miljoen aan inkomsten in 2018 en $28 miljoen in 2019, inclusief $839.000 aan vergoedingen voor Khan als CEO in 2019.
In 2010 doneerde Google $2 miljoen voor het creëren van nieuwe cursussen en het vertalen van inhoud naar andere talen, als onderdeel van hun Project 10^100-programma. In 2013 maakte Carlos Slim van de Luis Alcazar Foundation in Mexico een donatie voor het creëren van Spaanse versies van video's.
De Bill & Melinda Gates Foundation heeft $1,5 miljoen gedoneerd aan Khan Academy. Op 11 januari 2021 doneerde Elon Musk $5 miljoen via zijn Musk-stichting.

## Diensten en visie
Belangrijke onderdelen:
- Videobibliotheek (meer dan 2150 video's over allerlei onderwerpen[17]
- Geautomatiseerde oefeningen met continue evaluering (November 2012: 380 modules, inclusief challenges, voornamelijk over wiskunde)
- Lesgeven onder gelijken (peer-to-peer) op basis van objectieve gegevens verzameld door het systeem
- De video's van Khan Academy beschikken over een vergunning van Creative Commons (Attribution-NonCommercial-ShareALike 3.0 License)[18]

Partnerorganisaties uit de non-profitsector zijn de inhoud ook buiten YouTube toegankelijk aan het maken. Het Lewis Center for Educational Research, dat banden heeft met NASA, is de inhoud aan het verspreiden in community colleges en charterscholen in de Verenigde Staten. World Possible is offline momentopnamen aan het verzamelen van de inhoud om het te verspreiden in ontwikkelende plattelandsgebieden met beperkte of geen toegang tot het internet.
Khan heeft tevens laten doorschemeren dat hij de academie wil laten erkennen als een charterschool:
Dit zou het DNA kunnen zijn voor een fysieke school waar studenten 20 percent van hun dag besteden aan het bekijken van video's en oefeningen maken op eigen snelheid, en gedurende de rest van de dag robots bouwen of taferelen gaan schilderen of muziek componeren of wat dan ook.

## Erkenning
- Salman Khan is verschenen in San Francisco Chronicle[3] op de Public Broadcasting Service (PBS),[1] National Public Radio, CNN.[21]
- In 2009 ontving de Khan Academy de Microsoft Tech Award voor onderwijs.[8]
- In 2010 bracht Bill Gates zijn steun uit aan het leerprogramma op het Aspen Ideas Festival, en noemde het "ongelooflijk" en zei dat hij het voor zijn kinderen gebruikte."[4][22]
- In 2010 stelde Googles Project 10100 2 miljoen Amerikaanse dollar ter beschikking voor de ondersteuning van de ontwikkeling van meer vakken en educatieve onderwerpen, voor de vertaling van de inhoud, en voor de aanwerving van bijkomende personeelsleden.[23]
- In 2011 gaf Salman Khan een presentatie op de TED-conferentie waarbij het publiek herhaaldelijk blijk gaf van verbijstering en waardering[24]